# Lucius Tiberius
Lucius Tiberius († 541, auch Lucius Hiberius) ist ein fiktiver römischer Feldherr und Procurator des 6. Jahrhunderts.

## Leben
Die Figur des Lucius Tiberius entstammt den Büchern 9 und 10 von Geoffrey von Monmouths Chronik Historia Regum Britanniae. Dort wird ausgeführt, dass er Procurator des – gleichfalls fiktiven – römischen Kaisers Leo gewesen sei. Nachdem König Artus 539 Flollo (oder Frollo), den römischen Statthalter in Gallien, in einem Feldzug geschlagen und Teile der Provinz erobert hatte, ließ Lucius Tiberius ihm ein Sendschreiben zukommen. Darin führte er aus, dass Britannien nach wie vor eine tributpflichtige Provinz des Imperiums war, Artus jedoch den Tribut nicht mehr entrichtete und sich somit gegen die römische Autorität auflehnte. Ferner warf er ihm den Kriegszug gegen Flollo und die Unterwerfung von Teilen Galliens als Rebellion vor und forderte Artus auf, im folgenden Jahr in Rom zu erscheinen und sich dem Urteilsspruch seiner Herren zu überantworten. Sollte Artus sich diesen Anordnungen nicht fügen, wollte Lucius ihm den Krieg erklären.
Da Artus die Befolgung des Befehls verweigerte und stattdessen ein Heer zusammenzog und androhte, nach Italien zu ziehen und Rom einzunehmen, ließ Lucius durch Senatsbeschluss Kriegsvorbereitungen treffen. Unter seinem Oberbefehl wurde die römische Streitmacht versammelt, die sich sowohl aus römischen Truppen unter dem Kommando senatorischer Offiziere als auch aus Kontingenten der mit Rom verbündeten Fürsten, vorwiegend aus dem östlichen Mittelmeerraum, zusammensetzte. Die Gesamtstärke seiner Truppen betrug 40.160 Mann. Im August des Jahres 541 zog Lucius mit seinem Heer nordwärts durch Europa, um nach Britannien überzusetzen.
An der Aube traf er auf Gesandte von Artus, die ihn zum Verlassen Galliens aufforderten. Die Verhandlungen mündeten in Ausschreitungen, bei denen Lucius’ Neffe Caius Quintilianus von Artus’ Abgesandtem Gawan getötet wurde. Daraus erwuchs eine Reihe von Gefechten, bei denen die römischen Truppen gegenüber den besser mit den örtlichen Gegebenheiten vertrauten Soldaten Artus’ Niederlagen hinnehmen mussten.
Angesichts der Situation sah Lucius Tiberius sich vor die Wahl gestellt, rasch eine Entscheidungsschlacht gegen Artus zu suchen oder sich nach Autun zurückzuziehen und dort abzuwarten, bis Kaiser Leo persönlich mit Verstärkungen eintraf. Schließlich gab er der Vorsicht den Vorzug und trat den Rückzug nach Süden an, wobei sein erstes Ziel die Stadt Langres war. Artus erhielt von Lucius’ Bewegungen Meldung und versperrte ihm in einem Tal bei Saussy, das die römische Armee passieren musste, den weiteren Weg.
Lucius erkannte die Lage und erwog zunächst die Flucht, stellte sich dann jedoch zur Schlacht. Die Kämpfe waren für beide Seiten hart und äußerst verlustreich, wobei sich Lucius inmitten seiner Truppen befand und sie anspornte. Nur mit Mühe gelang den Briten schließlich der Sieg, nachdem Lucius Tiberius durch die Lanze eines anonymen Soldaten zu Tode gekommen war. Die römische Armee wandte sich zur Flucht, wodurch Artus den Sieg errang.

## Hintergrund
Die Figur des Lucius Tiberius gibt Rätsel auf, da sie innerhalb von Geoffrey von Monmouths Darstellung anachronistisch ist: In der Zeit, in der er die Geschehnisse ansiedelt, existierte bereits seit über sechs Jahrzehnten keine römische Herrschaft in Gallien mehr, ebenso wenig das Weströmische Reich. Dennoch vermittelt Geoffreys Darstellung den Eindruck, das Imperium bestehe noch, sei außerordentlich mächtig, leistungsfähig und effizient.
Da in der entsprechenden Epoche Italien unter oströmischer Herrschaft stand, könnte Lucius Tiberius den Statthalter Justinians I. verkörpern. Dafür spricht, dass die verbündeten Truppen, die Lucius versammelt, aus Gebieten kommen, die zu jener Zeit tatsächlich oströmisches Territorium oder Einflussgebiet waren. Dem steht jedoch entgegen, dass der fiktive Kaiser Leo in Rom selbst residieren soll und dort auch der beschlussfassende Senat tagt. Zudem lässt Geoffrey von Monmouth in Buch 9, Absatz 20 seines Werks Artus eine Antwort an die Imperatoren senden – der Plural legt nahe, dass im Rahmen der Darstellung ein West- und Oströmisches Reich sowie entsprechend zwei Kaiser existieren, wie es bis 476 der Fall war.
Die Ausführlichkeit, mit der Geoffrey Namen und Länder der verbündeten Fürsten unter Lucius’ Oberkommando und die Namen der senatorischen Unterbefehlshaber aufzählt, verstärkt den Anachronismus noch weiter, da den genannten Personen sämtlich die historische Plausibilität fehlt, ihre angebliche Existenz jedoch in Form gänzlich unmythisch formulierter kurzer Tatsachenbehauptungen dargelegt wird.
Letztlich lässt sich nicht klären, worauf Geoffrey von Monmouth seine alternativhistorisch anmutende Darstellung eines noch im 6. Jahrhundert bestehenden Weströmischen Reiches und seines Repräsentanten Lucius Tiberius aufbaute.